# BMW iDrive

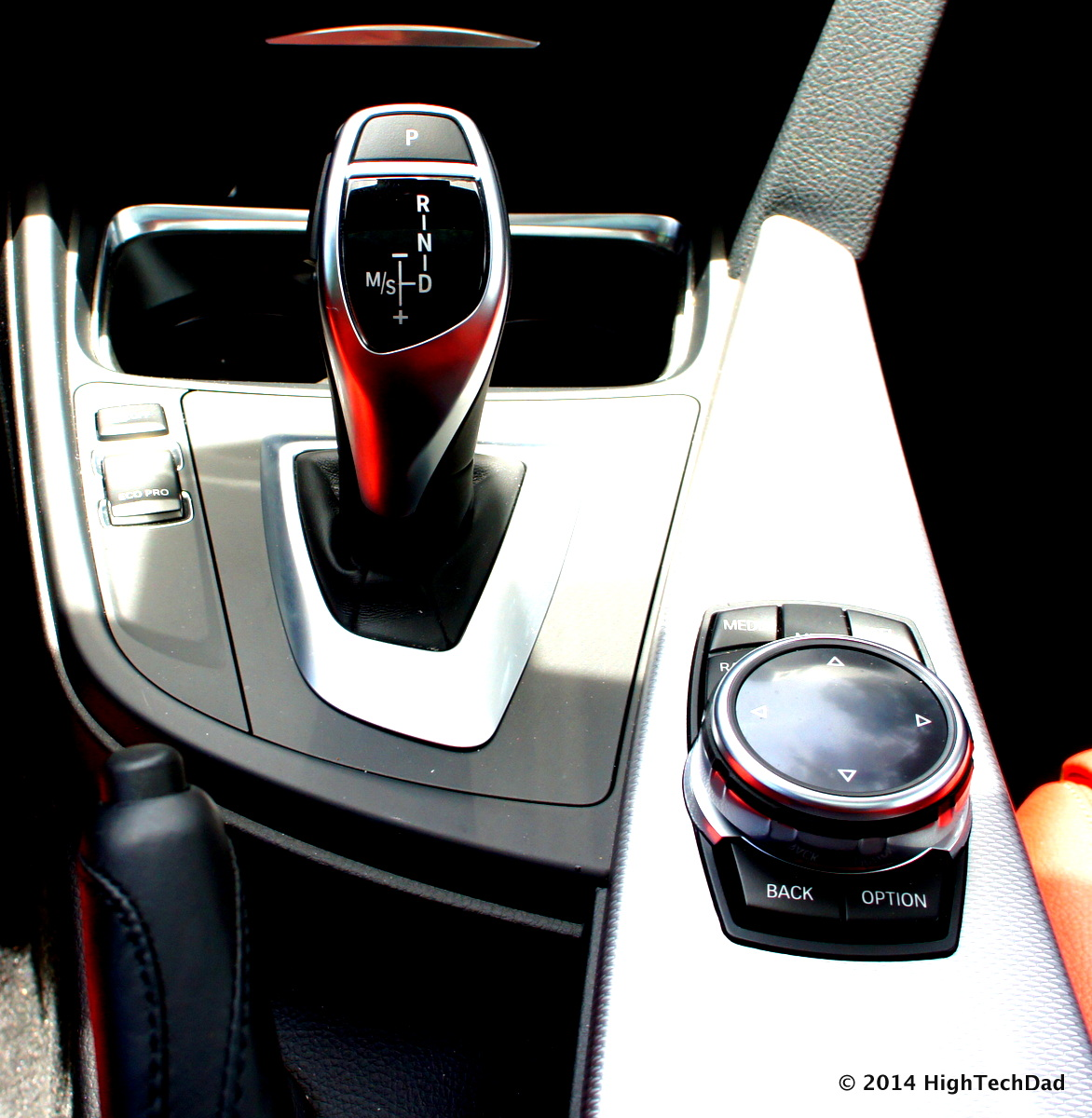
Ручка перемикання передач і керування iDrive в BMW 335i xDrive GT 2014

iDrive — це автомобільна комунікаційна та розважальна система, яка використовується для керування більшістю вторинних систем автомобіля в автомобілях BMW останніх моделей. Він був запущений у 2001 році, вперше з’явившись у 7 Серії E65. Система об'єднує низку функцій в рамках єдиної архітектури керування, яка складається з рідкокристалічного дисплею, встановленого на приладовій панелі, і ручки керування, встановленої на центральній консолі.
iDrive представив перші мультиплексовані оптоволоконні шини даних MOST Bus / Byteflight з дуже високою швидкістю передачі даних у серійному автомобілі. Вони використовуються для високошвидкісних програм, таких як керування телевізором, DVD або системами допомоги водієві, такими як адаптивний круїз-контроль, інфрачервоне нічне бачення або проекційний дисплей.
iDrive дозволяє водієві (а в деяких моделях і пасажирам на передньому сидінні) керувати кліматом (кондиціонером і обігрівачем), аудіосистемою (радіо і CD-програвач), навігаційною системою і системою зв'язку.
iDrive також використовується в сучасних моделях Rolls-Royce, оскільки Rolls-Royce належить BMW, а також у Toyota Supra 2019 року, яка є спільним проектом BMW і Toyota. BMW також володіє брендом Mini, і на цих автомобілях доступна скорочена версія iDrive під брендом Connected.

## Покоління iDrive

### iDrive (1-е покоління)

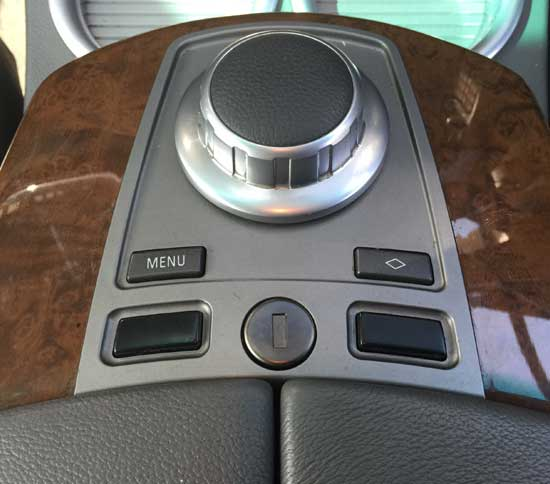
Оновлений контролер iDrive зі шкіряним верхом, меню та кнопками налаштування.
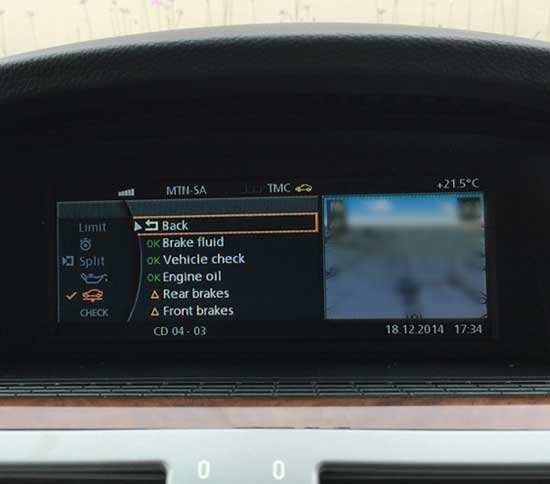
LCI iDrive показує елементи обслуговування.
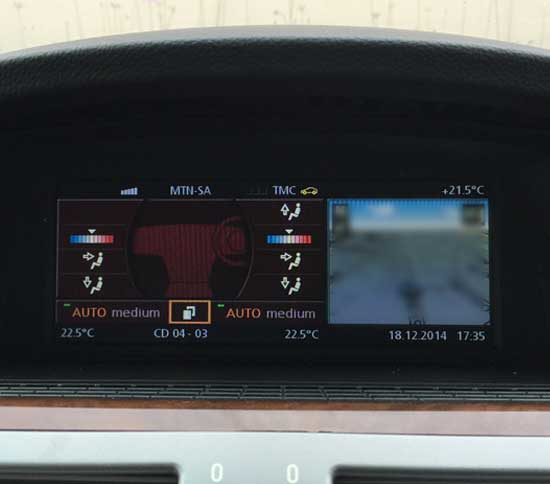
LCI iDrive показує кліматичне меню.
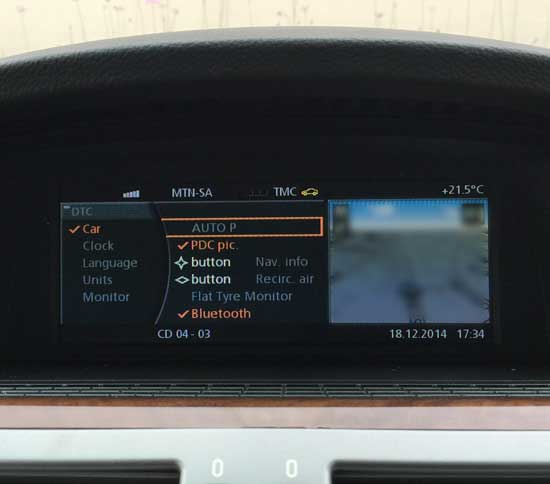
LCI iDrive показує меню налаштувань.

Ранній прототип iDrive (під назвою Intuitive Interaction Concept) був показаний на концепті BMW Z9 у 1999 році. Серійна версія дебютувала у вересні 2001 року на BMW 7 серії (E65) і була побудована на ядрі VxWorks, тоді як навігаційний комп’ютер використовував Microsoft Windows CE for Automotive, це можна побачити, коли система перезавантажується або перезавантажується після збою програмного забезпечення, відображаючи «Windows Логотип CE».
Перше покоління контролерів iDrive в 7 Серія була оснащена тільки поворотною ручкою. GPS-комп’ютер («NAV01», розташований у багажнику) міг читати лише компакт-диски з картами.
У жовтні 2003 року до контролера було додано меню та настроювану кнопку. Новий комп’ютер GPS («NAV02») було оновлено для читання DVD-дисків, оснащено швидшим процесором і можливістю відображення карти з висоти пташиного польоту («перспектива»).
У квітні 2005 року контролер iDrive був знову змінений, ручка повороту отримала нову шкіряну верхню частину. Останнє апаратне оновлення блоку GPS ("NAV03") знову отримав швидший процесор. Відображення карти згладжене. 8,8-дюймовий широкоекранний дисплей було оновлено, він отримав яскравіший екран і можливість керувати 6 CD-чейнджером із підтримкою MP3 або інтерфейсом BMW iPod. Серед можливих опцій – ТВ-тюнер, DVD-чейнджер, BMW Night Vision, камера бічного огляду та камера заднього виду.

### iDrive Business (M-ASK)
M-ASK означає контролер аудіосистеми MMI і виробляється компанією Becker. Це обмежена версія комп’ютера iDrive з невеликим 6,6-дюймовим дисплеєм, яка доступна лише для серії 5, 6 і X5 або X6 без опції навігації.
Крім того, його можна замовити як опцію в Європі для серії 1 та серії 3 як «Бізнес-навігація», яка має базові можливості навігації. Ранні версії бізнес-навігації могли відображати лише стрілки напрямків, але остання версія також може відображати 2D-карти. Для iDrive Business Navigation використовується інший DVD-диск із картою, ніж для iDrive Professional Navigation. Крім того, оскільки доступний лише один оптичний привід, неможливо одночасно використовувати навігацію та слухати компакт-диск.
Коли замовляється iDrive Professional, система M-ASK замінюється на iDrive CCC Professional з приводним комп’ютером із двома слотами, встановленим на приладовій панелі, і збільшеним 8,8-дюймовим дисплеєм.
iDrive Business доступний для таких автомобілів;
- iDrive Business Navigation (опціонально)
  - 1 серія E81/E82/E87/E88
  - 3 серії E90/E91/E92/E93
- iDrive Business (за умовчанням, коли навігація не впорядкована)
  - 5 серія E60/E61
  - 6 серії E63/E64
  - X5 E70
  - X6 E71

Наведений вище список може змінюватися в залежності від регіону.

### Професійна навігація iDrive (CCC) [iDrive 2.0]

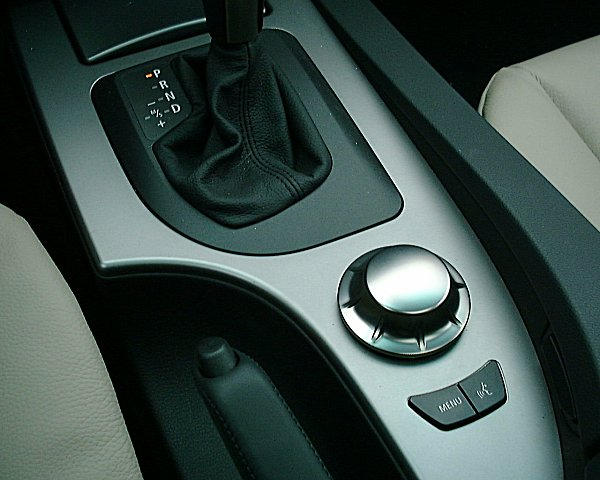
Контролер iDrive на BMW 530d (E60 до рестайлінгу)

Він дебютував у 2003 році з серією E60/E61 5 і базується на Wind River VxWorks, операційній системі реального часу. CCC розшифровується як Car Communication Computer і використовує більший 8,8-дюймовий широкоекранний дисплей. Він був доступний на наступних автомобілях як опція;
- 1-серія E81/E82/E87/E88 – 06/2004 – 09/2008
- 3-Series E90/E91/E92/E93 – 03/2005 – 09/2008
- 5-Series E60/E61 – 12/2003 – 11/2008
- 6-Series E63/E64 – 12/2003 – 11/2008
- X5 E70 - 03/2007 – 10/2009
- X6 E72 - 05/2008 – 10/2009

Системи на основі CCC використовують DVD-диск із картою від Navteq у спеціальному DVD-приводі.

#### CCC – Оновлення 1
Це незначне оновлення iDrive Professional, яке було представлено в березні 2007 року. Він додає додаткові програмовані кнопки на приладовій панелі для прямого доступу до частих функцій і усуває тактильний зворотний зв’язок від контролера iDrive. Він доступний на наступних автомобілях як опція;
- 1 Серія E81/E82/E87/E88, виготовлена з березня 2007 по вересень 2008
- 3 серії E90/E91/E92/E93, виготовлені з березня 2007 по серпень 2008
- 5 серії E60/E61, виготовлені з березня 2007 по серпень 2008
- 6 серії E63/E64, виготовлені з березня 2007 по серпень 2008
- X5 E70 випускався до 2010 року
- X6 E71

#### CCC – Оновлення 2
Це незначне оновлення, яке дебютувало у вересні 2008 року для автомобілів 2009 року випуску, оснащених iDrive Professional, які не отримали нову систему на основі CIC. Ці автомобілі отримали новий контролер iDrive, який також використовується в автомобілях із CIC. Фактичний комп’ютер iDrive (CCC) залишається тим самим. Це оновлення доступне для наступних автомобілів;
- Серія 5 E60/E61, виготовлена з вересня 2008 року по лютий 2009 року (до жовтня 2008 року для європейського виробництва)
- 6 серії E63/E64, виготовлені з вересня 2008 року по лютий 2009 року (до жовтня 2008 року для європейського виробництва)

### Професійна навігація iDrive (CIC) [iDrive 3.0]
Він дебютував у вересні 2008 року з F01/F02 7 серії. CIC означає автомобільний інформаційний комп’ютер і виробляється компанією Becker з використанням операційної системи QNX. В якості опції доступний на наступних автомобілях:
- 1-серія E81/E82/E87/E88 - 09/2008 – 03/2014
- 1-серія F20/F21 - 09/2011 – 03/2013
- 3-Series E90/E91/E92/E93 - 09/2008 – 10/2013
- 3-серія F30/F31/F34/F80 - 02/2012 – 11/2012
- 5-Series E60/E61 - 11/2008 – 05/2010
- 5-Series F07 - 10/2009 – 07/2012
- 5-Series F10 - 03/2010 – 09/2012
- 5-Series F11 - 09/2010 – 09/2012
- 6-Series E63/E64 - 11/2008 – 07/2010
- 6-Series F06 - 03/2012 – 03/2013
- 6-Series F12/F13 - 12/2010 – 03/2013
- 7-Series F01/F02/F03 - 11/2008 – 07/2013
- 7-Series F04 - 11/2008 – 06/2015
- X1 E84 - 10/2009 – 06/2015
- X3 F25 - 10/2010 – 04/2013
- X5 E70 - 10/2009 – 06/2013
- X6 E71 - 10/2009 – 08/2014
- Z4 E89 - 04/2009 – 2016

Система CIC є основним оновленням iDrive, яке замінює дисплей, комп’ютер і контролер. Дисплей має вищу роздільну здатність і, як правило, більш чуйний, ніж CCC, щоб вирішити одну з поширених скарг iDrive. Також підтримується доступ до Інтернету.
Системи на основі CIC використовують карти з TeleAtlas, які встановлено на внутрішній 2,5" 80 ГБ Жорсткий диск (HDD). Цей жорсткий диск також може зберігати до 8 ГБ музичних файлів для відтворення. Для полегшення завантаження музичних файлів на жорсткий диск у бардачку є порт USB.
Після виробництва LCI 2009 року всі системи iDrive на базі CIC підтримують DVD-відео. Однак це працює лише тоді, коли автомобіль перебуває в положенні «Паркування» для автоматичних коробок передач або коли встановлено стоянкове гальмо для автомобілів із механічною коробкою передач. Аудіо DVD продовжуватиме відтворюватися під час руху.

### iDrive Professional NBT (Next Big Thing) [iDrive 4.0]

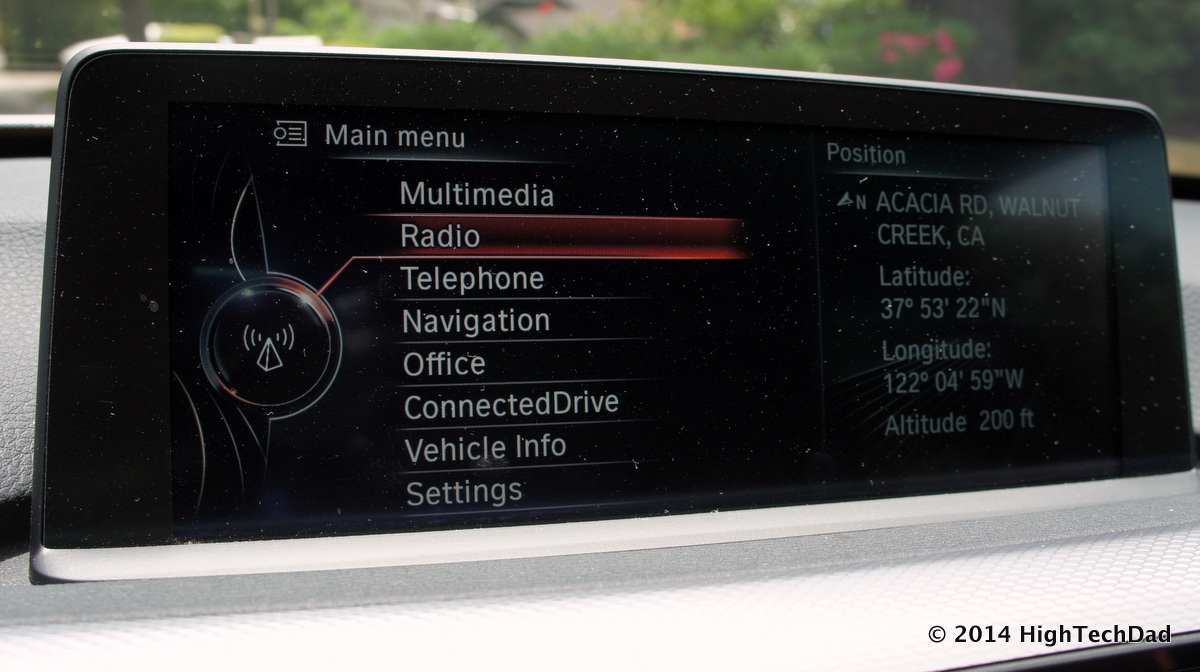
iDrive NBT

BMW представила подальше оновлення професійної системи iDrive на початку 2012 року, назвавши його «Next Big Thing» (NBT). Він був представлений в автомобілях поточного покоління як опція, включаючи:
- 1-серія F20/F21 - 03/2013 – 03/2015
- 2-Series F22 - 11/2013 – 03/2015
- 3-Series F30/F31 - 11/2012 – 07/2015
- 3-Series F34 - 03/2013 – 07/2015
- 3-Series F80 - 03/2014 – 07/2015
- 4-Series F32 - 07/2013 – 07/2015
- 4-Series F33 - 11/2013 – 07/2015
- 4-Series F36 - 03/2014 – 07/2015
- 5-Series F07 - 07/2012 – 2016
- 5-Series F10/F11/F18 - 09/2012 – 2016
- 6-Series F06/F12/F13 - 03/2013 – 2016
- 7-Series F01/F02/F03 - 07/2012 – 06/2015
- X3 F25 - 04/2013 – 08/2017
- X4 F26 - 04/2014 – 08/2017
- X5 F15 - 08/2014 – 07/2016
- X5 F85 - 12/2014 – 07/2016
- X6 F16 - 08/2014 – 07/2016
- X6 F86 - 12/2014 – 07/2016
- i3 - 09/2013 – 09/2017
- i8 - 04/2014 – 09/2017

Оновлення включає значні зміни в апаратному та програмному забезпеченні, включаючи косметичні вдосконалення, швидший процесор, більше пам’яті, детальні 3D-карти та покращене маршрутизація. Крім того, ємність внутрішнього HDD була збільшена з 10 ГБ до 20 ГБ. NBT також представила оновлений контролер iDrive з додатковими можливостями розпізнавання рукописного тексту та управління жестами. Це було досягнуто завдяки ємнісній сенсорній панелі на верхній частині контролера iDrive. NBT також усунув потребу в окремому модулі COMBOX для носіїв A2DP і USB, оскільки ці функції були інтегровані безпосередньо в головний пристрій NBT. BMW Online також був замінений нещодавно представленим Connected Drive, який покладався на апаратний модуль TCB із вбудованою SIM-картою для мобільного підключення.

### iDrive Professional NBT EVO [iDrive 5.0/6.0]
NBT EVO (Evolution) був випущений, починаючи з 2016 року, і став першою серйозною зміною в логіці роботи iDrive з моменту появи в 2001 році. Звичний вертикальний список текстових меню було замінено горизонтальним набором динамічних плиток, кожна з яких може відображати інформацію в реальному часі. У цьому оновленні було значно оновлено апаратне забезпечення iDrive, включаючи можливість взаємодії з системою за допомогою сенсорного екрана вперше. Сервіси BMW Connected Drive були вдосконалені завдяки цьому оновленню системи iDrive, а модуль TCB було замінено новим, швидшим модулем ATM. NBT EVO також представив базове керування жестами як додаткову опцію на деяких моделях BMW.
Для NBT EVO існують три варіанти інтерфейсу. ID4 виглядає як CIC NBT, тоді як ID5 та ID6 мають новий горизонтальний мозаїчний інтерфейс.
NBT EVO був доступний на наступних моделях BMW:
- 1-Series F20/F21 - 03/2015 – 2019
- 2-Series F22 - 03/2015 – 2021
- 2-Series F23 - 11/2014 – 2021
- 3-Series F30/F31/F34/F80 - 07/2015 – 2018
- 4-Series F32/F33/F36 - 07/2015 – 2019
- 5-Series G30 - 10/2016 – 2019
- 6-Series F06/F12/F13 - 03/2013 – 2018
- 6-Series G32 - 07/2017 – 2018
- 7-Series G12 - 07/2015 – 2019
- X1 (F48) - 2015 – 2022 рр
- X2 F39 - 2018 – тепер
- X3 F25 - 03/2016 – 2017
- X3 G01 - 11/2017 – тепер
- X4 F26 - 03/2016 – 2018
- X5 F15/F85 - 07/2016 – 2018
- X6 F16/F86 - 07/2016 – 2018
- i3 (ID6.0) 09/2018–дотепер
- i8 (ID6.0) 09/2018- 2020

### Серія BMW Live Cockpit [iDrive 7.0]
iDrive складається з апаратного забезпечення MGU (Media Graphics Unit), на якому працює iDrive 7-го покоління під назвою операційна система BMW 7.0.
Доступні дві конфігурації Live Cockpit: Live Cockpit Plus і Live Cockpit Professional. Система Live Cockpit Plus використовує гібридну аналогову/цифрову панель приладів із 5,7-дюймовим інформаційним дисплеєм для водія та 8,8-дюймовим головним дисплеєм. У системі Live Cockpit Professional System вони оновлені до 12,3-дюймової цифрової панелі приладів і 10,25-дюймового основного дисплея.
iDrive 7.0 доступний на наступних моделях BMW:
- BMW 1 серії (F40)
- BMW 2 серії (F44)
- BMW 3 серії (G20)
- BMW 4 серії (G22)
- BMW 5 серії (G30)
- BMW 6 серії (G32)
- BMW 7 серії (G11)
- BMW 8 серії (G15)
- BMW X3 (G01)
- BMW iX3 (G08)
- BMW X4 (G02)
- BMW X5 (G05)
- BMW X6 (G06)
- BMW X7 (G07)
- BMW Z4 (G29)
- BMW X1 (U11)

### Вигнутий дисплей BMW [iDrive 8.0]
BMW представила 8-е покоління iDrive у 2021 році з вигнутим дисплеєм BMW.
iDrive 8.0 доступний на наступних моделях BMW:
- BMW 2 серії Active Tourer (U06)
- BMW 2 серії купе (G42) (після літа 2022)
- BMW 3 серії (підтяжка обличчя G20)
- BMW 7 серії (G70)
- BMW iX1
- BMW i4
- BMW iX
- BMW XM

## Обґрунтування
Обґрунтування дизайну iDrive полягає в тому, щоб замінити ряд елементів керування для вищевказаних систем блоком «все в одному». Елементи керування, необхідні для керування автомобілем і безпеки, такі як фари та покажчики повороту, все ще розташовані в безпосередній близькості від рульової колонки. Оскільки, згідно з ідеєю дизайнерів, елементи керування кондиціонером, аудіосистемою автомобіля, навігацією та зв’язком не використовуються однаково часто, їх було перенесено в центральне розташування.
Системи iDrive M-ASK і CCC базувалися на точках компаса (північ, південь, схід, захід), причому кожен напрямок відповідав певній місцевості. Ці області також позначено кольором, щоб визначити, яка частина системи зараз переглядається.
- Північ (синій) для спілкування
- Схід (зелений) для навігації (у деяких моделях без навігації цю опцію замінює бортовий комп’ютер)
- Південь (коричневий) для розваг
- Захід (червоний) для клімат-контролю

Починаючи з 2007 року, iDrive додав програмовані кнопки (6 США/Японія, 8 у Європі) на приладову панель, порушуючи традицію керування всією системою за допомогою ручки керування. Кожну кнопку можна запрограмувати на миттєвий доступ до будь-якої функції iDrive (наприклад, певного навігаційного маршруту чи улюбленої радіостанції). Крім того, для автомобілів Північної Америки було додано спеціальну кнопку AM/FM і кнопку Mode (для перемикання між джерелами розваг).
У старіших версіях iDrive використовувався широкоформатний дисплей, який був розділений на 2/3 головного вікна та 1/3 «Вікна допомоги». Це дозволяло водієві використовувати функцію або меню, одночасно зберігаючи вторинну інформацію. Наприклад, якщо водій не був у меню навігації, він все одно міг бачити карту у вікні допомоги. Інша інформація, яка могла відображатися, включала навігаційні маршрути та бортовий комп’ютер.

## Суперечка
iDrive викликав значні суперечки серед користувачів, автомобільних ЗМІ та критиків, коли він був вперше представлений. Багато рецензентів автомобілів BMW в автомобільних журналах не схвалювали систему. Критика iDrive включала його круту криву навчання та його тенденцію змушувати водія надто відводити погляд від дороги. Більшість користувачів повідомляють, що адаптуються до системи приблизно через рік практики, а поява голосового керування значно скоротила криву навчання.
Нова система iDrive (CIC) була представлена у вересні 2008 року для вирішення більшості скарг. iDrive NBT, представлений у 2012 році, приніс додаткові вдосконалення.